# هاري يورجنسن

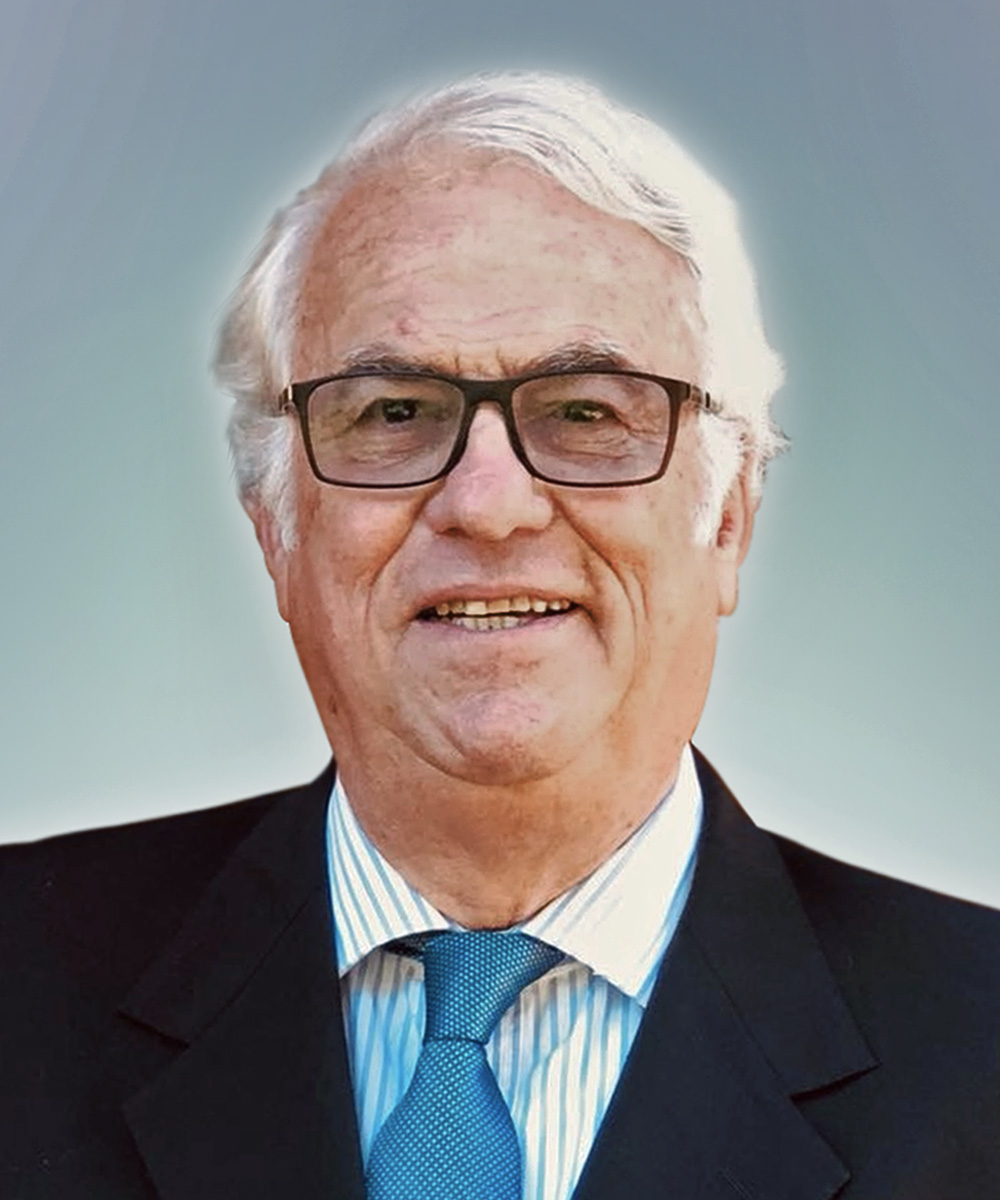
هاري يورجنسن

هاري يورجنسن (من مواليد 30 مايو 1942) محامٍ تشيلي وعضو في المؤتمر الدستوري التشيلي.     شغل منصب مراقب منطقة لوس لاغوس.
في 4 يوليو 2021، جرى تعيينهِ من قبل تشيلي فاموس كمرشح لمنصب رئيس مؤتمر الانتخابات التي خسرها ضد إليسا لونكون.  